# Édouard Stako

Édouard Stachowicz ou Stakowicz, dit Stako, est un footballeur international français d'origine polonaise né le 11 janvier 1934 à Escaudain (Nord) et mort le 21 octobre 2008 à Massy (Essonne). 
Il commence sa carrière au SC Aniche où il remporte la Coupe du Nord. Il joue ensuite à Valenciennes et au Stade Français. Il est résistant, vif, excellent dribbleur et a un sens du jeu et du but. Il forme avec l'avant-centre Petrus van Rhijn, un tandem sur l'aile gauche, extrêmement efficace. 
Il entraîne l’OC Châteaudun de 1967 à 1971 et de 1973 à 1975. Il entraîne également le FC Orléans et les équipes de jeunes de l'US Orléans. 

## Carrière de joueur
- 1953-1959 : US Valenciennes-Anzin
- 1959-1967 : Stade Français

## Carrière d'entraîneur
- 1967-1971 puis 1973-1975 : OC Châteaudun

## Palmarès
- International militaire, espoirs et B (10 sélections)
- International A de 1959 à 1964 (3 sélections et 1 but marqué)
- Finaliste de la Coupe Charles Drago en 1959 avec l'US Valenciennes-Anzin

## Source
- Les Cahiers de l'Équipe 1957, page 129.